# Еленское сельское поселение
Еленское се́льское поселе́ние — упразднённое муниципальное образование в Нейском районе Костромской области.
Административный центр — посёлок Еленский.

## История
Еленское сельское поселение образовано 30 декабря 2004 года в соответствии с Законом Костромской области № 237-ЗКО, установлены статус и границы муниципального образования.
Законом Костромской области от 18 марта 2021 года № 65-7-ЗКО упразднено в связи с преобразованием муниципального района город Нея и Нейский район в Нейский муниципальный округ.

## Население
| 2008 | 2010 | 2012 | 2013 | 2014 | 2015 | 2016 |
| ---- | ---- | ---- | ---- | ---- | ---- | ---- |
| 736  | ↘633 | ↘629 | ↘623 | ↗624 | ↘615 | ↘606 |
| 2017 | 2018 | 2019 | 2020 |      |      |      |
| ↘605 | ↘600 | ↘587 | ↘574 |      |      |      |

## Состав сельского поселения
| № | Населённый пункт | Тип населённого пункта          | Население |
| - | ---------------- | ------------------------------- | --------- |
| 1 | Еленский         | посёлок, административный центр | ↘574      |